# Robert Azencott
Pour les articles homonymes, voir Azencott.
Robert Azencott (né en 1943) est un mathématicien et metteur en scène français.

## Biographie
Né le 30 août 1943 au Maroc, Robert Azencott est ancien élève de l'École normale supérieure (promotion S1962), agrégé[Quand ?] et docteur ès mathématiques (1969).
Après l'ENS, il part aux États-Unis et étudie à l'université Harvard.
Il est notamment professeur à l'université de Berkeley, chercheur à l'Institut mathématique de Florence et directeur du département de mathématiques appliquées de l'École normale supérieure de Cachan.
En 1998, il fonde sa propre entreprise, Miriad Technologies. Il en créera plus tard une autre, Easyglider.
Il a aussi été metteur en scène de théâtre avec son frère Jacky. Il s'est notamment occupé, outre une vingtaine d'autres pièces, de L'Étranger d'Albert Camus. Enfin, il a pratiqué un temps la prestidigitation à titre professionnel.

## Famille
Il est l'oncle de Chloé-Agathe Azencott, maîtresse de conférences en intelligence artificielle à Mines ParisTech qui a reçu le Prix de la Jeune ingénieure en intelligence artificielle en 2021,.